# Nippon Maru (1930)
Nippon Maru (jap. 日本丸) – japoński czteromasztowy żaglowiec szkoleniowy typu bark, zwodowany 1930 roku. Obecnie jest na stałe zacumowany w parku Nippon Maru Memorial w porcie Jokohama jako statek-muzeum. Żaglowiec w latach eksploatacji zyskał przydomek „Łabędzia Pacyfiku”.
W 1984 roku przeszedł pod kontrolę miasta Jokohama, a od 1985 roku jest otwarty dla zwiedzających. Jego żagle są zwykle zwinięte, ale parę razy w roku wszystkie 29 żagli jest rozwijanych.
Następcą żaglowca jest również Nippon Maru, który nosi tę samą nazwę.

## Historia
Nippon Maru zbudowany został w stoczni Kawasaki w mieście Kobe. Został zwodowany w styczniu 1930 roku i wypłynął 4 października tego samego roku jako statek szkoleniowy dla Morskiego Instytutu Szkoleniowego pod jurysdykcją Ministerstwa Edukacji.
W 1943 roku Nippon Maru został pozbawiony ożaglowania i powierzono mu transport awaryjnych zapasów wojennych na Morzu Wewnętrznym. Po wojnie Nippon Maru był zaangażowany w transport osób powracających z zagranicy. W 29 rejsach między grudniem 1945 a wrześniem 1949 na jego pokładzie przetransportowano 25 423 osoby. W 1952 roku został ponownie wyposażony w żagle i po raz kolejny służył szkoleniu marynarzy. 16 września 1984 roku został zastąpiony przez Nippon Maru 2. generacji, a 17 września jego nowym portem macierzystym stała się Jokohama.
Do momentu wycofania żaglowca z eksploatacji w 1984 roku przepłynął 1,83 mln km, a na jego pokładzie szkoliło około 11 500 marynarzy, nie licząc lat wojennych i powojennych. We wrześniu 2017 roku został uznany za narodowe dobro kultury.

## Galeria

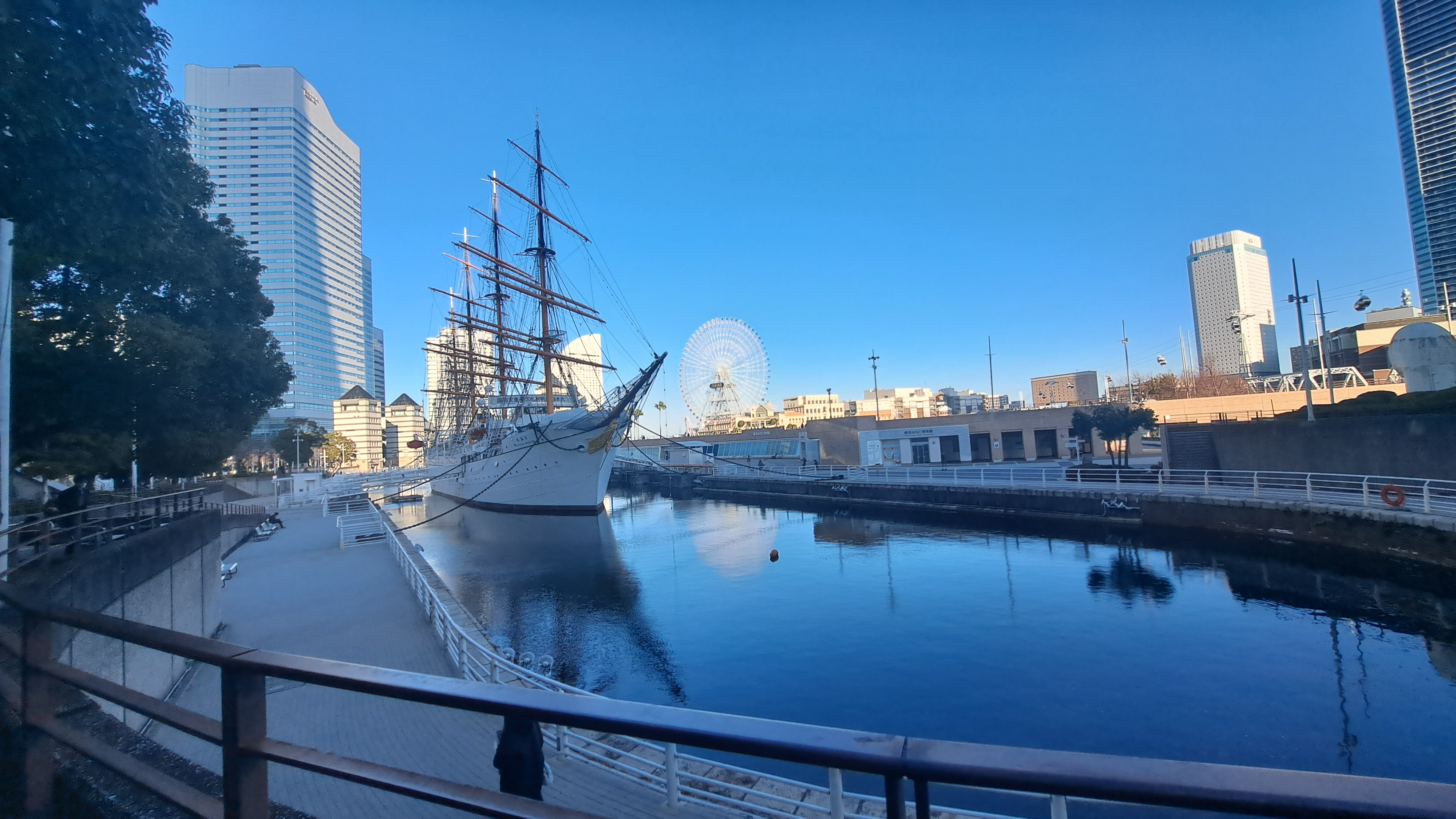
Nippon Maru w Nippon Maru Memorial Park
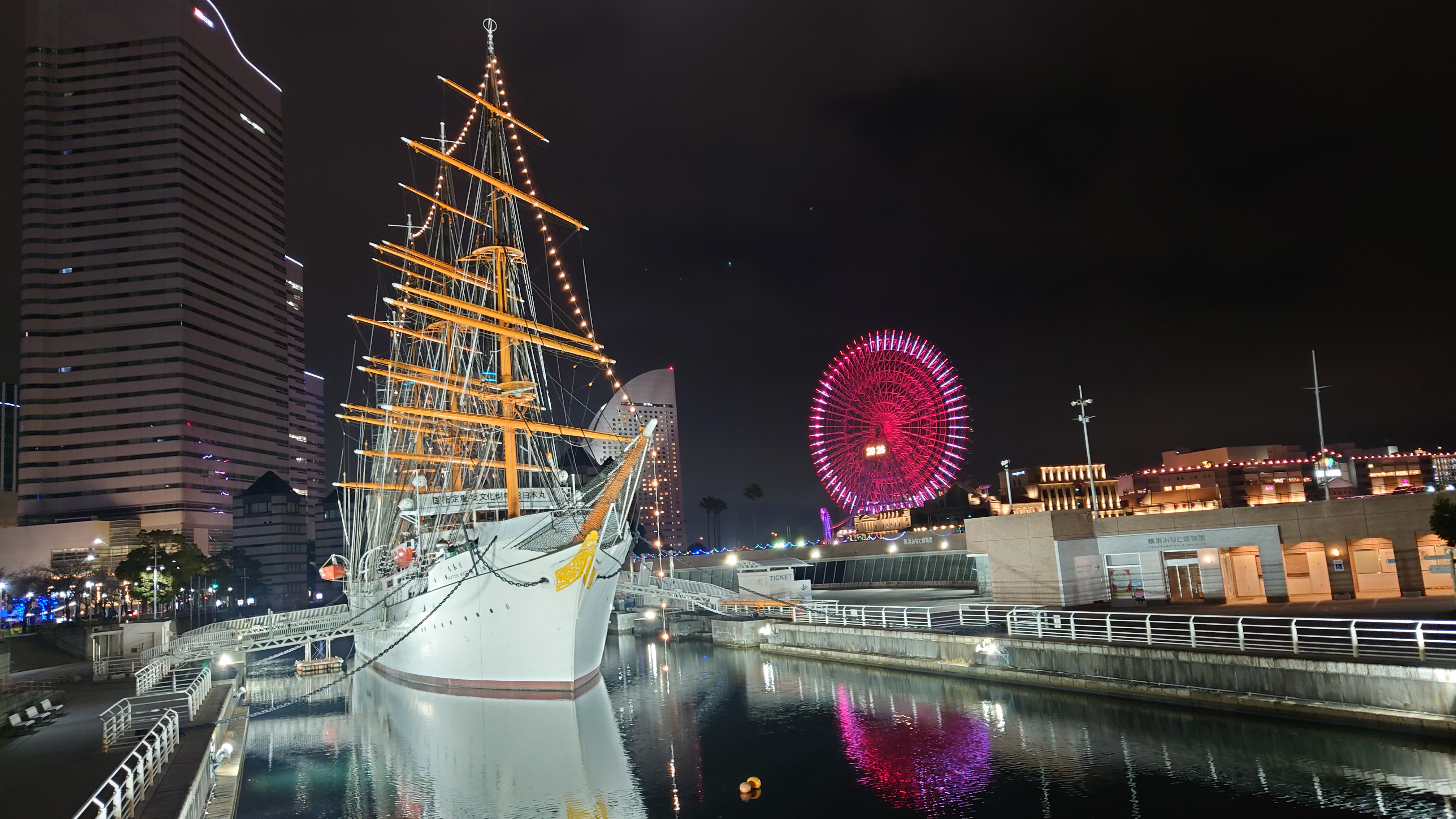
Nippon Maru w tle Cosmo Clock 21
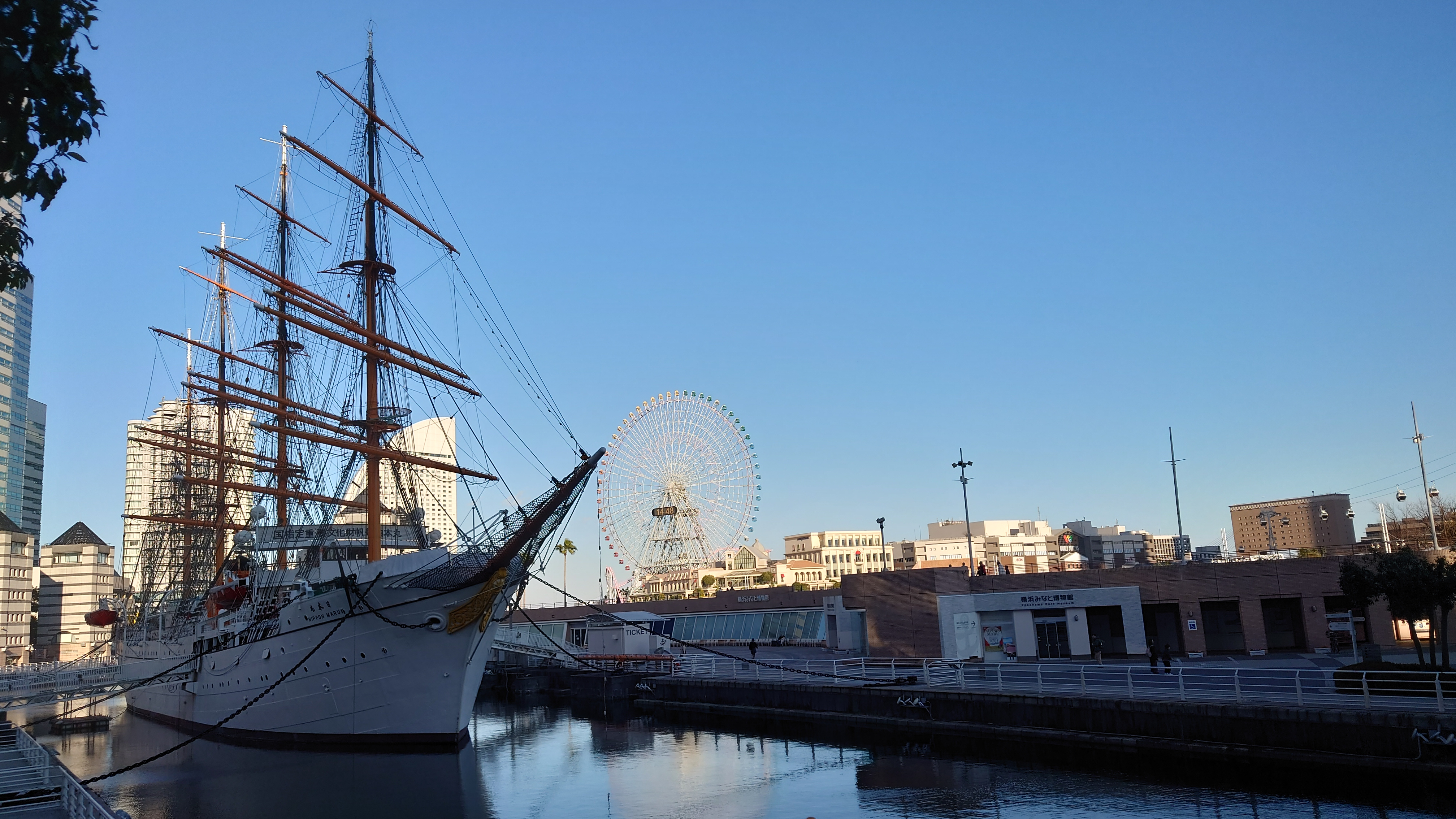
Nippon Maru w tle Muzeum Portu w Jokohamie
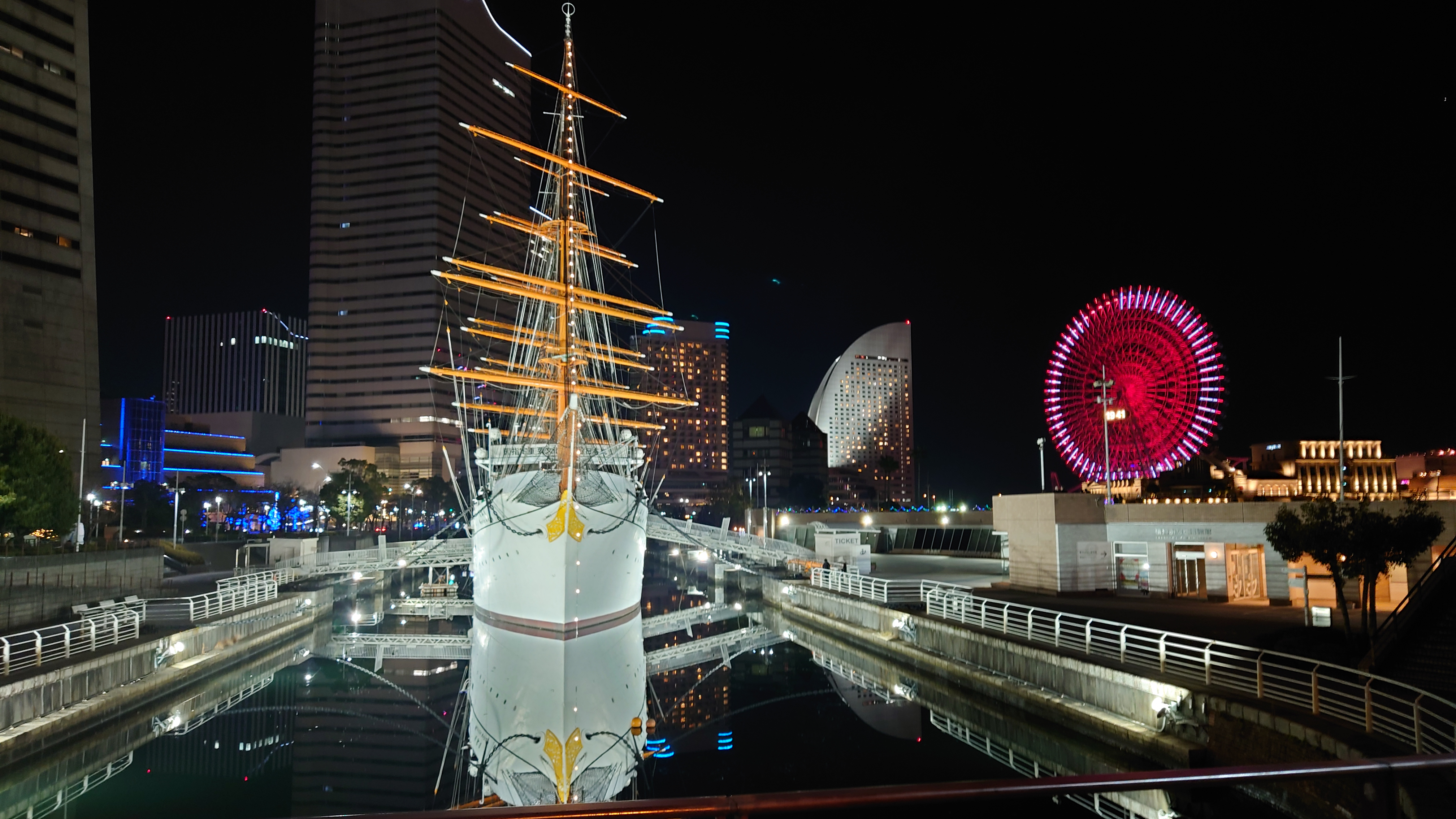
Nippon Maru nocą